# Academia Brasílica dos Esquecidos
A Academia Brasílica dos Esquecidos foi uma academia de letras do Brasil Colônia fundada em 1724, sob o patrocínio do vice-rei D. Vasco Fernandes César de Meneses na cidade de Salvador, na Bahia. Figuraram como membros Rocha Pita, autor da "História da América Portuguesa", e Frei Jaboatão, que escreveu "Novo Orbe Seráfico". Três volumes de textos inéditos encontram-se no Instituto Histórico.

## Contexto histórico e motivações
Sua origem está ligada aos movimentos nativistas que eclodiam no Brasil, por meio de conflitos que opunham os naturais contra os portugueses, determinando nos primeiros o despertar do interesse pela descrição literária da natureza e história do Brasil.
Por outro lado, surgira na Europa uma "onda" de academias, a partir da Itália, passando por França, Espanha e Portugal, no que ficou conhecido por movimento academicista. Neste último país dentre as várias academias que se fundaram, duas tiveram particular importância para o surgimento desta primeira academia na colônia: a Academia dos Singulares, do inquisidor-mor Pedro Duarte Ferrão, e a Academia de História, de 1720; esta academia, em particular, segundo registrou Alberto Lamego, trazia no seu corpo membros de todas as colônias - exceto o Brasil: fato que justificaria, assim, levasse em seu nome o fato de terem sido Esquecidos da metrópole.
Manuel Bandeira assim expressou este sentimento local: "A primeira dessas academias, a dos Esquecidos, revela desde o nome o propósito de lembrar a Portugal, em cujas academias não tivemos entrada, que havia no Brasil quem se interessasse pelas coisas do espírito".

## Registos da instalação, membros fundadores
Sobre a academia da qual fez parte e foi idealizador, Rocha Pita registrou: "A nossa Portuguesa América (e principalmente a Província da Bahia), que na produção de engenhosos filhos pode competir com Itália e Grécia, não se achava com Academias introduzidas em todas as repúblicas bem ordenadas para apartarem a idade juvenil do ócio contrário das virtudes e origem de todos os vícios, e apurarem a sutileza dos engenhos. Não permitiu o vice-rei que faltasse no Brasil esta pedra de toque ao inestimável ouro dos seus talentos de mais quilates do que os das minas. Erigiu uma doutíssima academia, que se fez em palácio na sua presença. Deram-lhe forma as pessoas de maior graduação e entendimento que se achavam na Bahia, tomando-o por seu protetor. Têm presidido nela eruditíssimos sujeitos. Houve graves e discretos assuntos, aos quais se fizeram elegantes e agudíssimos versos; e vai continuando os seus progressos, esperando que com tão grande proteção se dêem ao prelo os seus escritos em prêmio das fadigas"
Seus sete membros originais adotaram como pseudônimos os seguintes epítetos, à moda pela qual faziam os equivalentes lusos: Obsequioso, Nubiloso, Ocupado, Menos Ocupado, Laborioso, Vago (Rocha Pita), Venturoso.
A conferência inaugural coube ao Venturoso - Luís de Siqueira Gama - que também a secretariou.

## Existência e legado
Teve breve duração tal academia, findando-se no ano seguinte ao de sua criação, em fevereiro de 1725. Ocupava-se de temas frívolos, como os registrados que foram levados pelo próprio Rocha Pita: "Uma dama que sendo formosa não falava por não mostrar a falta que tinha nos dentes" e equivalentes; também primavam pela produção de acrósticos e versos outros, sérios ou cômicos, chegando mesmo a produzir construções que antecipavam o concretismo, como o Labirinto Cúbico, de Anastácio Ayres de Penhafiel.
Bandeira registra que, apesar da breve existência dessas entidades e de sua pífia produção literária, não se pode negar que foram de "benéfica influência no desenvolvimento de nossas letras". Daria, mais tarde, origem à ainda mais efêmera Academia Brasílica dos Renascidos (1759).

## Crítica moderna
Sobre os Esquecidos disse José Veríssimo: "apesar da origem oficial, e de serem um arremedo, havia nelas um sentimento de emulação com a Metrópole, e portanto um primeiro e leve sintoma de espírito local de independência."

## Excertos
Alguns textos de membros da Academia exemplificam a produção que então se fazia (em domínio público):
Labirinto cúbico

Anastácio Ayres Penhafiel

INUTROQUECESAR

NINUTROQUECESA

UNINUTROQUECES

TUNINUTROQUECE

RTUNINUTROQUEC

ORTUNINUTROQUE

QORTUNINUTROQU

UQORTUNINUTROQ

EUQORTUNINUTRO

CEUQORTUNINUTR

ECEUQORTUNINUT

SECEUQORTUNINU

ASECEUQORTUNIN

RASECEUQORTUNI
Amor com Amor se paga e Amor com Amor se apaga
Rocha Pita
Deste Apotema vigilante, e cego

Uma parte confirmo, outra reprovo.

Que o Amor com Amor se paga provo,

Que o Amor com Amor se apaga nego.

Tendo os Amores um igual sossego,

Se estão pagando a fé sempre de novo,

Mas a crer que se apagam me não movo,

Sendo fogo, e matéria Amor, e emprego.

Se de incêndios costuma Amor nutrir-se,

Uma chama com outra há de aumentar-se,

Que em si mesmas não devem consumir-se.

Com razão deve logo duvidar-se

Quando um Amor com outro sabe unir-se,

Como um fogo com outro há de apagar-se?